# Snoop Dogg Presents...Doggy Style Allstars, Welcome to tha House Vol. 1
Snoop Dogg Presents...Doggy Style Allstars, Welcome To Tha House Vol. 1 è una compilation del 2002 prodotta da Snoop Dogg per lanciare nuovi artisti, oltre che nomi già noti, dell'etichetta Doggystyle Records.

## Tracce
1. "Intro"
  - Mac Minista, Snoop Dogg
  - Prodotto da: Quaze for Doggy Style Productions
  - Scritto da: S. Harris, C. Broadus, A. Dow
2. "Dogg House America"
  - Snoop Dogg, Soopafly, E. White, Mr. Kane, LaToiya Williams
  - Prodotto da: Quaze for Doggy Style Productions
  - Scritto da: S. Harris, C. Broadus, P. Brooks, E. White, J. Long
3. "Not Like It Was"
  - Soopafly, Snoop Dogg, E. White, RBX
  - Prodotto da: EZ Elpee for Mushie Music
  - Scritto da: L. Porter, C. Broadus, P. Brooks, E. White, E. Collins, B. Eli, V. Barett
4. "Fallen Star"
  - LaToiya Williams
  - Prodotto da: Michael Angelo for New Cloning Entertainment/Future Sound
  - Entertainment, Inc.
  - Scritto da: M. Angelo, P. Brooks
5. "Don't Fight the Feelin"
  - Snoop Dogg, Nate Dogg, Cam'ron, Lady May, Soopafly
  - Prodotto da: Meech Wells for In-A-Zone Productions
  - Scritto da: C. Womack, C. Broadus, N. Hale, C. Giles, R. Robinson, P. Brooks
6. "Nite L.O.C.s"
  - Mr. Kane, Snoop Dogg
  - Prodotto da: Meech Wells & Quaze for In-A-Zone/Doggy Style Productions
  - Scritto da: C. Womack, S. Harris, C. Broadus, J. Long, C. Hart
7. "Are You Ready"
  - Soopafly
  - Prodotto da: Hi Tek for Hi Tek Productions, Inc
  - Scritto da: T. Cottrell, P. Brooks
8. "Hey You!"
  - Snoop Dogg, Soopafly, E. White
  - Prodotto da: The Alchemist
  - Scritto da: A. Maman, C. Broadus, P. Brooks, E. White
9. "Raised On Da Side"
  - Soopafly, E-White, Snoop Dogg, Mr. Kane, Daz
  - Prodotto da: Fredwreck for Doggy Style Productions/Goliath Artists
  - Scritto da: F. Nassar, C. Broadus, P. Brooks, E. White, J. Long, D. Arnaud
10. "Doh Doh"
  - Snoop Dogg, Soopafly, E. White, Mr. Kane
  - Prodotto da: Hi Tek for Hi Tek Productions, Inc
  - Scritto da: T. Cottrell, C. Broadus, P. Brooks, E. White, J. Long, A. Hassilev
11. "I Just Get Carried Away"
  - Reo Varnado, Snoop Dogg, Vinnie Bernard
  - Prodotto da: DJ Scratch for B.U.D.A.H Productions, Inc.
  - Scritto da: G. Spizey Jr., C. Broadus, R. Varnardo, V. Bernard
12. "It Feelz Good"
  - LaToiya Williams
  - Prodotto da: Soopafly for Fly2K/Doggy Style Productions
  - Scritto da: P. Brooks
13. "Don't Make a Wrong Move"
  - Mr. Kane, Special Ed, Snoop Dogg, Prodigy of Mobb Deep
  - Prodotto da: Nottz for DMP/Teamsta Entertainment, LLC
  - Scritto da: D. Lamb, C. Broadus, J. Long, E. Archer, A. Johnson
14. "Unfukwitable"
  - Lady of Rage
  - Prodotto da: DJ Premier for Works of Mart, Inc.
  - Scritto da: C. Martin, R. Allen, N. Whitfield
15. "The Strong Will Eat the Weak"
  - RBX, Mr. Kane, Snoop Dogg
  - Prodotto da: EP
  - Scritto da: E. Pope, C. Broadus, E. Collins, J. Long
16. "Bitch's Treat"
  - Soopafly, LaToiya Williams
  - Prodotto da: Soopafly for Fly2K/ Doggy Style Productions
  - Scritto da: P. Brooks
17. "Doin' It Bigg"
  - RBX, E. White
  - Prodotto da: Hi Tek For Hi Tek Productions, Inc.
  - Scritto da: T. Cottrell, E. Collins, E. White, J. Mitchell
18. "Trouble"
  - Vinnie Bernard
  - Prodotto da: Vinnie Bernard
  - Scritto da: V. Bernard
19. "Squeeze Play"
  - IV Life Family (Too Cool, Young Buc, J-Dog, Leicy Loc), Snoop Dogg
  - Prodotto da: DJ Slip for the 4th Dimension
  - Scritto da: T. Allen, C. Broadus, D. Doakes, L. Zetar, M. Burke, A. Fobbs
20. "Endo… Light That Shit Up"
  - Soopafly, Snoop Dogg, RBX, Mr. Kane
  - Prodotto da: Hi Tek for Hi Tek Productions, Inc.
  - Scritto da: T. Cottrell, C. Broadus, P. Brooks, E. Collinns, J. Long